# Верхний Быстрый
Верхний Быстрый (укр. Верхній Бистрий) — село в Межгорской поселковой общине Хустского района Закарпатской области Украины.
Население по переписи 2001 года составляло 1249 человек. Почтовый индекс — 90025. Телефонный код — 3146. Код КОАТУУ — 2122480601.